# Teri Blitzen
Tereza Hodanová, známá jako Teri Blitzen (* 30. března 2000), je česká bloggerka a bývalá youtuberka, svou kariéru zahájila v květnu 2013. V roce 2014 získala titul Blogerka roku.

## Život
Narodila se 30. března 2000, má mladšího bratra Richarda. Její starší polorodý bratr je scenárista Tomáš Hodan.
Ve své tvorbě na YouTube se věnovala především módě a kosmetice, ale natáčela také vlogy a tzv. challenge. V roce 2014 za ni byla oceněna titulem Blogerka roku v kategorii video. Na prvním ročníku festivalu Utubering v roce 2015 získala ocenění Nejoblíbenější youtuberka. Dále se objevovala například na televizní stanici Óčko a byla hostem v show 7 pádů Honzy Dědka. Společně s youtuberkou Gabrielou Heclovou, rapperem Johny Machettou a hercem Zdeňkem Piškulou natáčela pro internetovou televizi Playtvak.cz sérii krátkých videí pod názvem Fame Team. Se Zdeňkem Piškulou také krátce udržovala vztah, ale v červnu 2015 oznámila rozchod.
Dva roky spolupracovala s nápojovou firmou Bubbleology. Spolupráci však ukončila v říjnu 2016, v téže době rozvázala také pracovní poměr s firmou Rowenta. Podle svých slov tak chtěla skončit s extrémní komercí na svém kanále. V roce 2017 smazala ze svého youtube kanálu všechna videa v českém jazyce a oznámila, že nadále bude točit videa pouze v angličtině, dosavadní název kanálu Teri Blitzen změnila na Teri.
Od roku 2017 neumístila na Youtube žádné video, nadále však zůstala aktivní na sociální síti Instagram. Založila projekt GirlsToGirls, který podporuje ženy a dívky v emancipaci. Společně s projektem vznikl i stejnojmenný podcast. V letech 2018 a 2019 přispívala do československé odnože časopisu VOGUE. Od roku 2019 studovala psychologii.
Od roku 2017 do roku 2021 udržovala vztah s djem Jakubem Strachem, který vystupuje pod jménem NobodyListen.